# چرائول
چرائول (انگلیسی: Cheraul) یک شهرک در شهرستان یانائولسکی استان باشقیرستان کشور روسیه است.